# Gastrodia callosa
Gastrodia callosa är en orkidéart som beskrevs av Johannes Jacobus Smith. Gastrodia callosa ingår i släktet Gastrodia och familjen orkidéer. Inga underarter finns listade i Catalogue of Life.